# Hedera hibernica

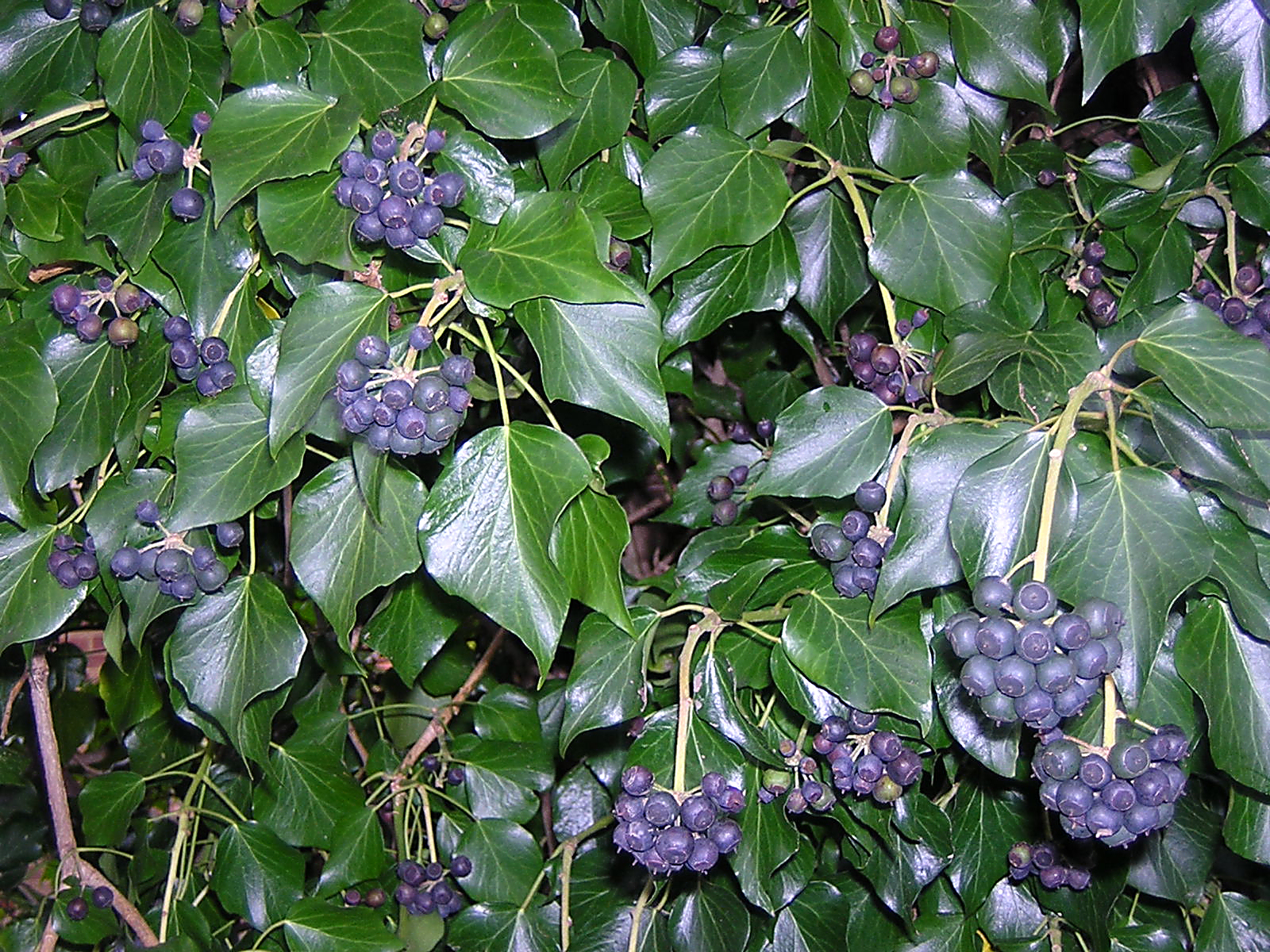
Hedera hibernica amb fruits

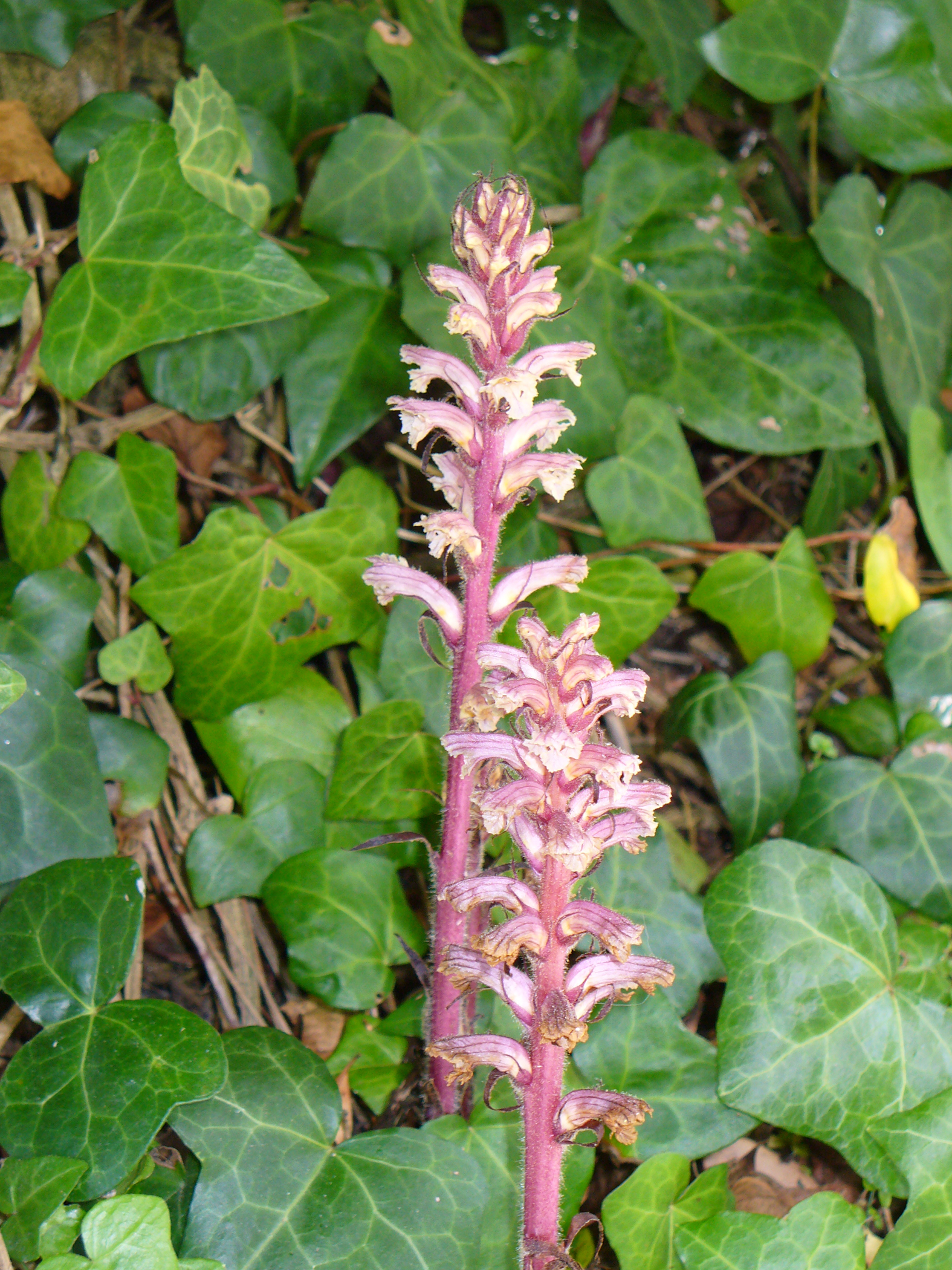
Parasitada per Orobanche hederae

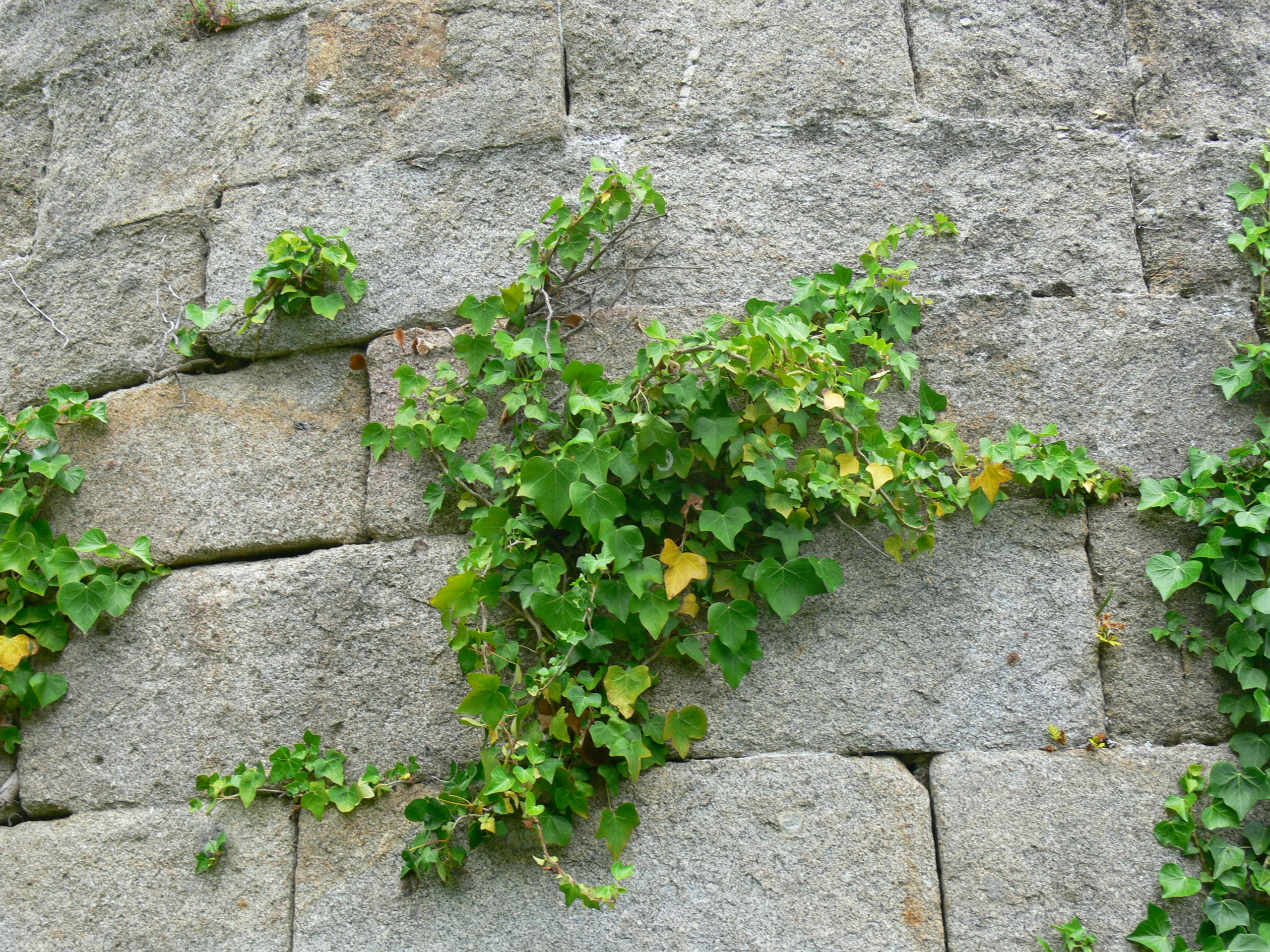
En un mur

Hedera hibernica és una espècie d'heura de la família de les Araliàcies. H. hibernica, com Hedera helix (heura comuna), és una perillosament espècie invasora, mala herba a certes parts d'Amèrica del Nord amb hiverns mitjans.

## Descripció
Són plantes que en tallar-les desprenen una aroma dolç i fort, sense rizomes. Té dues formes de fulles: les fulles de les branques estèrils, que generalment són cordiformes o palmades, o fins i tot hastades, amb (0)3(5) lòbuls -a vegades el central és més llarg que els laterals-, amb base truncada, de color que va de vermellós a verdós i tricomes estrellats. Les fulles de les branques fèrtils són enteres -a vegades amb 3 lòbuls-, generalment el·líptiques o ovades, a vegades lanceolades, poques vegades obovades o oblongues, separades per entrenusos; limbe de color que va d'un verd terrós a verd intens, amb nervis verdosos, poc prominents. Les inflorescències són en umbel·les amb 20-35 flors. Pètals deltoides, d'un verd groguenc. Sèpals triangulars, de color castany. Fruits negres, a vegades d'un verd fosc. Llavors 2-4 (5). Té un nombre de cromosomes de 2n=96.

## Distribució i hàbitat
És nativa de les costes atlàntiques d'Europa. Pot ser una mala herba nociva o ser invasiva. Requereix un sòl constantment humit, i pot créixer en qualsevol entorn de llum des de ple Sol a ombra profunda. Habita els boscos o arbustos densos que són frescos i coberts de núvols durant gran part de l'any, tal com es troba sovint a les regions muntanyoses prop de la costa. Prefereix un bon drenatge o sòls alcalins rics en nutrients i humus.

## Taxonomia
Hedera hibernica va ser descrita per (G.Kirchn.) Carrière i publicada a Revue Horticole 62: 163. 1890.

### Etimologia
- Hedera: nom genèric atorgat a l'heura.
- hibernica: epítet del grec antic que significa "de l'hivern".[3]

### Sinonímia
- Hedera canariensis var. maculata (Hibberd) Hibberd
- Hedera grandifolia var. maculata Hibberd
- Hedera helix f. hibernica (G.Kirchn.) P.D.Sell
- Hedera helix var. hibernica G.Kirchn.
- Hedera helix subsp. hibernica (G.Kirchn.) D.C.McClint.
- Hedera helix f. maculata (Hibberd) Tobler
- Hedera helix var. maculata (Hibberd) Rehder
- Hedera hibernica var. maculata (Hibberd) Bean
- Hedera vegeta G.Nicholson
- Hedera vitifolia G.Nicholson[4]